# Chambre des représentants (Chypre)
Pour les autres articles nationaux ou selon les autres juridictions, voir Chambre des représentants.
12e législature (en)
Bâtiment de la Chambre des représentants
La Chambre des représentants (en grec moderne : Βουλή των Αντιπροσώπων romanisé : Vouli ton Antiprosópon ; en turc : Temsilciler Meclisi) est le parlement monocaméral de Chypre, composé de 56 sièges pourvus au scrutin proportionnel plurinominal auxquels s'ajoutent 3 représentants des minorités maronite, latines, et arméniennes, sans droit de vote. Les 24 sièges réservés à la communauté turque ne sont pas pourvus depuis la partition de l'île en 1974.

## Système électoral
| Nicosie    | 20 |
| Limassol   | 12 |
| Famagouste | 11 |
| Larnaca    | 6  |
| Paphos     | 4  |
| Kyrenia    | 3  |
| Total      | 56 |

La Chambre des représentants est officiellement composée de 80 sièges, dont 70 % reservés aux chypriotes grecs et 30 % aux Chypriotes turcs, soit respectivement 56 et 24 sièges. En raison de la partition de l'île en 1974, cependant, seuls les sièges des chypriotes grecs sont pourvus.
La Chambre des représentants est ainsi de facto composée de 56 sièges pourvus pour cinq ans au scrutin proportionnel plurinominal dans six circonscriptions de 3 à 20 sièges correspondant aux six districts de l'île. Les listes sont ouvertes, avec la possibilité pour les électeurs d'effectuer un vote préférentiel envers un candidat de la liste choisie afin de faire monter sa place dans celle ci, à raison d'un vote préférentiel par tranche de quatre sièges à pourvoir dans la circonscription,.  
La répartition des sièges s'effectue en deux temps après décompte des suffrages. Dans un premier temps, les listes reçoivent des sièges dans chaque circonscription selon la méthode du quotient électoral, qui attribue autant de sièges à un parti que le nombre de fois que son nombre de suffrages franchit le quotient, calculé en divisant le total des suffrages exprimés dans la circonscription par le nombre de sièges qui y sont à pourvoir. Puis, l'ensemble des sièges restants sont répartis selon la méthode du plus fort reste, au moyen du quotient de Hare, à tous les partis ayant obtenu au moins un siège à la première répartition ou ayant franchi le seuil électoral de 3,6 % des voix au niveau national. Le seuil électoral était auparavant de 1,8 % avant son relèvement en 2015,.
Une fois défini le nombre de sièges remportés par chaque parti, ceux ci sont répartis selon l'ordre des noms figurant dans la liste, en prenant en compte les éventuels votes préférentiels réunis par les candidats en leur nom propre. Les têtes de liste reçoivent cependant toujours un siège en priorité,.
Enfin, trois sièges sont réservés à des représentants des minorités religieuses arméniennes, latines et maronites, les électeurs concernés disposant d'un vote pour ces élections en plus de leur vote pour celles ordinaires. Les trois représentants religieux ne sont cependant présent au parlement qu'en tant qu'observateurs sans droit de vote, et ne sont généralement pas comptés dans le total des députés.

## Liste des présidents
| Président            | Début             | Fin               |
| -------------------- | ----------------- | ----------------- |
| Gláfkos Klirídis     | août 1960         | 22 juillet 1976   |
| Tássos Papadópoulos  | 22 juillet 1976   | 20 septembre 1976 |
| Spýros Kyprianoú     | 20 septembre 1976 | septembre 1977    |
| Alékos Mikhailídis   | septembre 1977    | 4 juin 1981       |
| Georgios Ladas       | 4 juin 1981       | 30 décembre 1985  |
| Vassos Lyssaridis    | 30 décembre 1985  | 30 mai 1991       |
| Aléxis Galanós       | 30 mai 1991       | 6 juin 1996       |
| Spýros Kyprianoú     | 6 juin 1996       | 7 juin 2001       |
| Dimítris Khristófias | 7 juin 2001       | 28 février 2008   |
| Marios Karoyian      | 7 mars 2008       | 2 juin 2011       |
| Yiannakis Omirou     | 2 juin 2011       | 2 juin 2016       |
| Dimítris Sylloúris   | 2 juin 2016       | 15 octobre 2020   |
| Adamos Adamou        | 23 octobre 2020   | 10 juin 2021      |
| Anníta Dimitríou     | 10 juin 2021      | en fonction       |